# Feoktistov (cràter)
Feoktistov és un petit cràter d'impacte situat a la cara oculta de la Lluna. Es troba a l'hemisferi nord, al nord-oest de la Mare Moscoviense.
Aquest cràter posseeix una petita extensió cap a fora al llarg del costat nord, donant-li l'aspecte de dos cràters superposats que s'han fusionat. Presenta lleugeres esquerdes a la vora al llarg dels costats est i nord-oest. La vora és aproximadament arrodonida i no està desgastada de manera significativa. A banda d'una franja irregular al nord-est, el sòl no té relativament trets distintius.

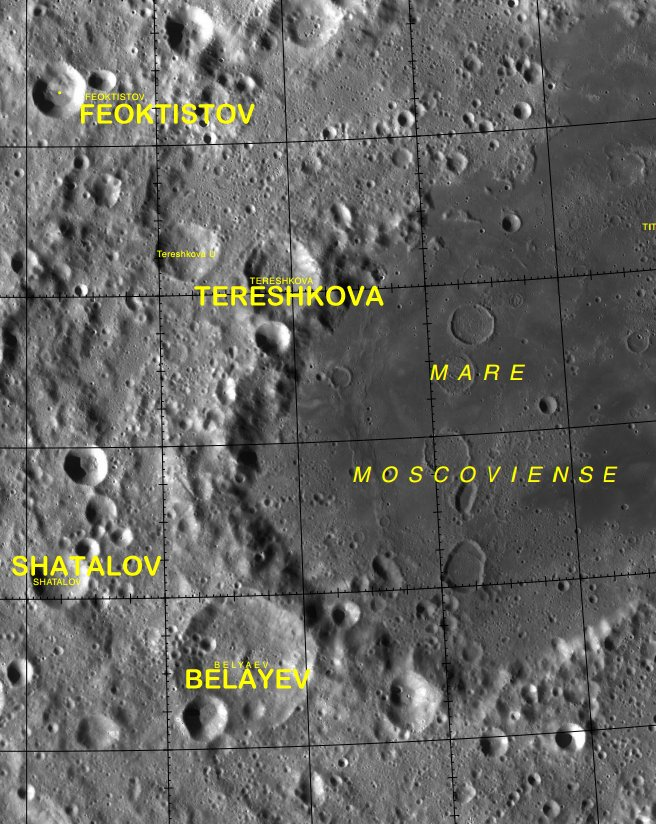
Localització de Feoktistov (superior esquerra de la imatge)
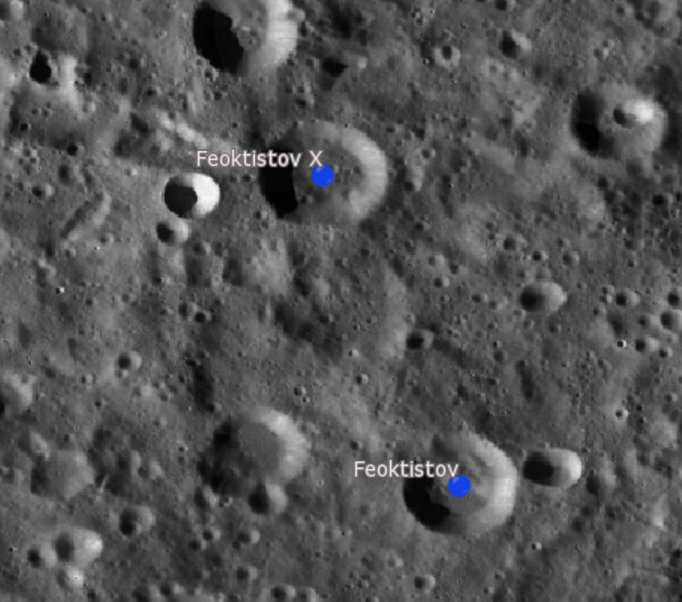
Cràters satèl·lit
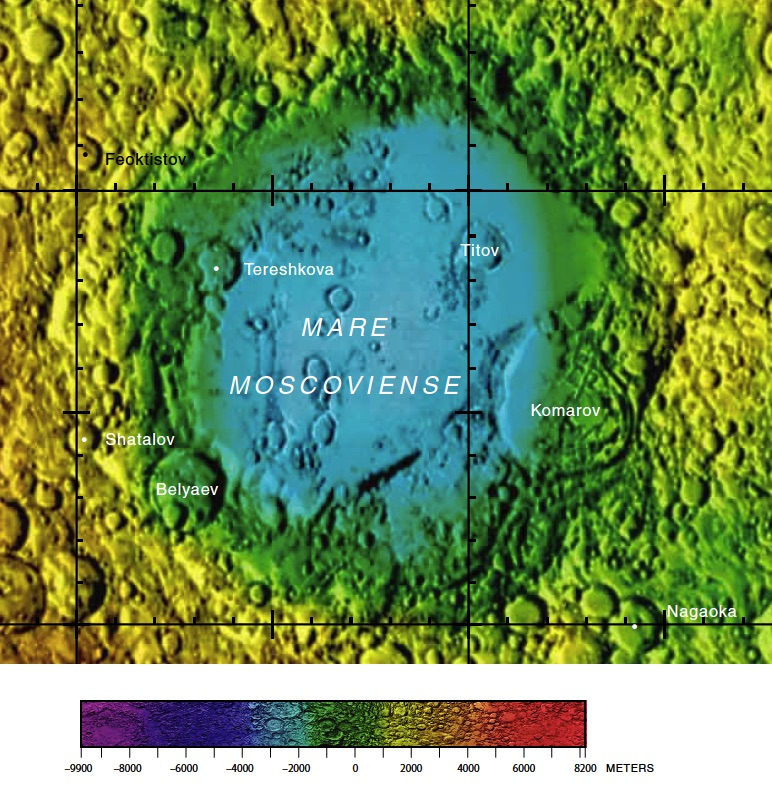
Imatge de l'entorn de la Mare Moscoviense

El cràter va ser nomenat en honor del cosmonauta Konstantín Feoktístov. Va ser el primer civil a l'espai, volant a bord de la nau Voskhod 1 el 1964.

## Cràters satèl·lit
Per convenció aquests elements són identificats en els mapes lunars posant la lletra en el costat del punt central del cràter que està més proper a Feoktistov.
| Feoktistov | Coordenades                            | Diàmetre |
| ---------- | -------------------------------------- | -------- |
| X          | 33° 06′ N, 139° 30′ E / 33.1°N,139.5°E | 23 ;km   |